# 巴納德 (密蘇里州)
巴納德（英語：Barnard）是位於美國密蘇里州諾德韋縣的城市。

## 人口
根據2020年美國人口普查的數據，巴納德的面積為0.39平方千米，皆為陸地。當地共有人口201人，而人口密度為每平方千米515人。